# أغنية البجعة

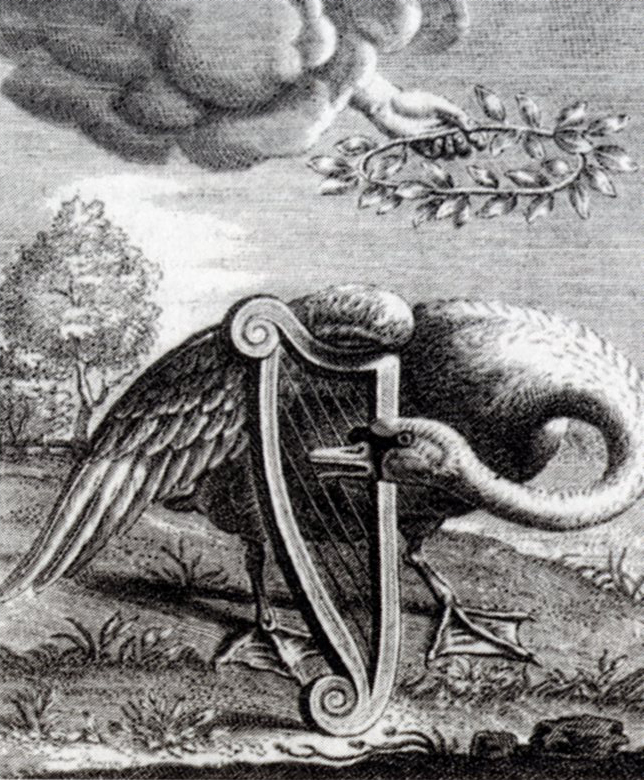
"البجعة المغنية" رسمة للفنان راينير فان بيرسين عام 1655.

أغنية البجعة (باليونانية القديمة:κύκνειον ᾆσμα)، هو تعبير مجازٍ يرمز إلى آخر عمل أو جهد أو إيماءة قبل الوفاة أو الرحيل. يعود هذا التعبير إلى اعتقادٍ قديم مفاده أن البجع يقوم بالغناء قبل لحظات من وفاته بعد أن ظلَّ صامتاً طيلة حياته. هذا الاعتقاد، يستند في واقع الأمر على جدلٍ طويل، كان مضرب للأمثال في اليونان القديمة في القرن الثالث قبل الميلاد، وفي وقت لاحق، أُعيد التأكيد عليه كثير من المرات في الشعر والفن الغربي. بمرور الوقت، أصبحت «أغنية البجع» مصطلح يُشير إلى الظهور المسرحي أو الدرامي الأخير، أو أي عمل أو إنجاز أخير. بصفة عامة يحمل هذا المصطلح دلالة على أن المؤدي يعي أن هذا هو آخر عرض له في حياته، وأنه يبذل كل ما في وسعه في محاولة أخيرة لإظهاره بأحسن صورة.